# Ectopleura attenoides
Ectopleura attenoides is een hydroïdpoliepensoort uit de familie van de Tubulariidae. De wetenschappelijke naam van de soort is voor het eerst geldig gepubliceerd in 1876 door Coughtrey.